# Bosea yervamora
Bosea yervamora es una especie de planta medicinal perteneciente a la familia de las amarantáceas.

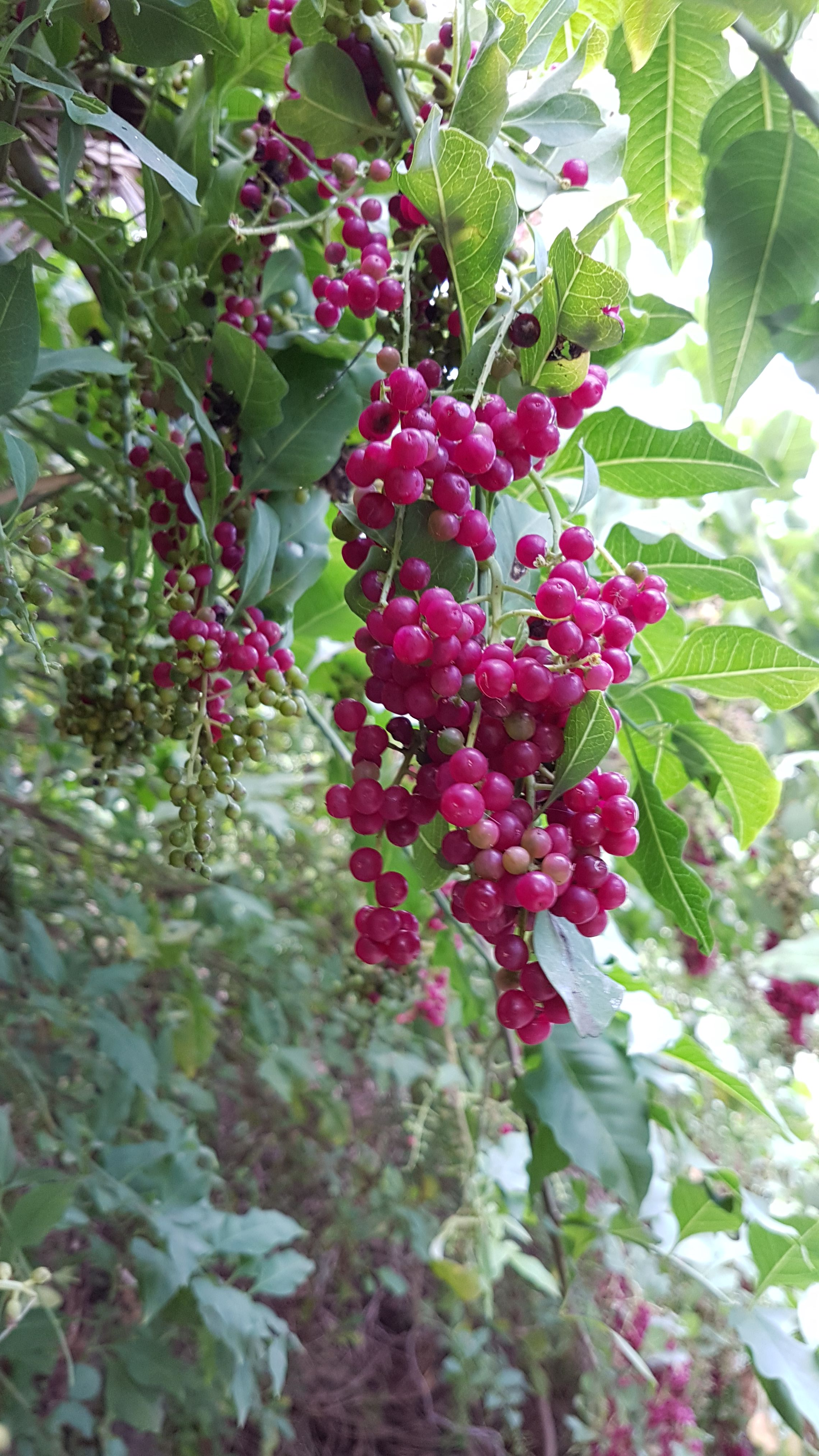
Frutos.

## Descripción
B.yervamora es un endemismo de las islas Canarias. Se trata de un arbusto de hasta 3 m de altura, que se diferencia dentro de Amaranthaceae por sus frutos, que son pequeñas bayas carnosas. Se conoce como "hierbamora o hediondo".

## Distribución y hábitat
Es endémica de las Islas Canarias característica en los bosques termófilos.

## Propiedades
Indicaciones: es usado como analgésico y antiinflamatorio.

## Taxonomía
Bosea yervamora fue descrita por (Carlos Linneo)  y publicado en Species Plantarum 1: 225. 1753.
Etimología
Bosea: género dedicado a Ernst Gottlieb Bose (1723-1788), botánico alemán.
yervamora: epíteto que podría derivar del latín herba, que significa hierba y moro, maurus, que significa oscuro o negro, aludiendo al color de los frutos al madurar.
Sinonimia
- Bosea humilis Salisb.
- Yervamora yervamora¡¡ (L.) Linding[2]

## Nombre común
Se conoce a esta especie como Hediondo, Fidiongo, Jediondo o Opona en las diferentes Islas Canarias.